# Aloe pseudorubroviolacea
Aloe pseudorubroviolacea é uma espécie de liliopsida do gênero Aloe, pertencente à família Asphodelaceae.